# J.C. Jacobsen
Jacob Christian Jacobsen, född 2 september 1811 i Köpenhamn, död 30 april 1887 i Rom, var en dansk bryggare, mecenat och grundare av Carlsbergbryggerierna i Köpenhamn.

## Biografi
Han fick under resor i utlandet inspiration att ägna sig åt ölbryggeri. Med Louis Pasteur som förebild ville han framställa öl på vetenskaplig grund. 1875 grundade han Carlsberg Laboratorium, som blev ett centrum för modern ölforskning och -framställning. 
För J C Jacobsen - under detta namn är han känd - var hög ölkvalitet viktig. Han testamenterade hela sin förmögenhet till Carlsbergfonden och gjorde därigenom under uppmärksammade former sin son arvlös. Sonen Carl Jacobsen (1842-1914) grundade Ny Carlsberg Bryggeri och lät 1882-1897 uppföra museet Ny Carlsberg Glyptotek i Köpenhamn. Han grundade 1920 Ny Carlsbergfondet för stöd åt konstnärer.
J C Jacobsen gav mycket frikostigt stöd till dansk konst och tog 1878 initiativet till Det Nationalhistoriske Museum på Frederiksborgs slott i Hillerød, som i dag drivs av Carlsbergfonden. Jacobsen åtog sig därvid själv att bekosta slottets återuppbyggande efter en förödande brand. Museet visar en kronologisk samling av bl.a. porträtt, historiemåleri, möbler och konstföremål, som belyser Danmarks historia från kristnandet till idag. I samarbete med systerorganisationer i Norden utdelar museet vartannat år "Brygger J.C. Jacobsens Portrætpris. Samtidens portræt i Norden", efter en internordisk pristävlan för porträttkonstnärer från Danmark, Finland, Färöarna, Grönland, Island, Norge, Sverige, Åland och Sydslesvig.
Jacobsen var politiskt aktiv, tillhörde Folketinget och verkade tidigt för de demokratiska idéerna i Danmark.

## Utmärkelser
- Riddare av Dannebrogorden,  1860[5]
- Dannebrogsmännens hederstecken,  1874[5]
- Hedersdoktor vid Köpenhamns universitet,  1879
- Kommendör av första graden av Dannebrogorden,  1884[5]

[Redigera Wikidata]